# Timok
A Timok (bolgárul: Тимок) folyó Szerbia és Bulgária területén, a Duna jobb oldali mellékfolyója.

## Földrajz
A Balkán-hegység (Stara Planina) nyugati lejtőin ered, Knjaževac közelében, és Negotintól 10 km-re keletre torkollik a Dunába. Hossza 189 km, és 15 km hosszan határt képez a két ország között a torkolata előtt. Vízgyűjtő területe 4666 km², közepes vízhozama a beömlésnél 25 m³ másodpercenként. 
A Timok a régió egyik legszennyezettebb folyója, fő szennyezője a bori rézbánya. Vizében a fémek közül megtalálható a réz, az ólom és a kadmium.
Jelentős városok a Timok mentén: Knjaževac és Zaječar.

## Népesség
A Timok völgyében jelentős román kisebbség él. Kollektív jogaikat 2007-ben ismerte el a szerb állam, cserébe a koszovói függetlenség elismerésének bukaresti visszautasításáért.